# Dry?
「Dry?」（ドライ?）は、日本のヴィジュアル系ロックバンド・Janne Da Arcの7作目のシングル。

## 概要
- 前作「Mysterious」から約2ヶ月ぶり、アルバム『Z-HARD』からの先行シングル。
- 日本テレビ系『AX MUSIC-FACTORY』AX POWER PLAY#020 テーマ・ソングに起用されている。

## 収録曲
1. Dry?
作詞・作曲：yasu
編曲：yasu、Janne Da Arc、秦野猛行
5thシングルの表題曲「will〜地図にない場所〜」以来、2作ぶりに秦野を共同プロデュースに迎えて制作された。
2. Blue Tear〜人魚の涙〜
作詞・作曲：yasu
編曲：yasu、Janne Da Arc、成田忍
成田忍を共同プロデュースに迎えて制作された初の楽曲。

## 参加ミュージシャン
Janne Da Arc
- yasu：Vocal
- you：Guitar
- ka-yu：Bass
- kiyo：Keyboards
- shuji：Drums

## 収録アルバム
- Z-HARD (#1)
- ANOTHER SINGLES (#2)
- SINGLES (#1)
- Janne Da Arc MAJOR DEBUT 10th ANNIVERSARY COMPLETE BOX (#1)